# Julio Coll
Julio Coll Claramunt (Camprodón, Gerona, 7 de abril de 1919-Madrid, 17 de enero de 1993) fue un director, guionista y productor de cine, realizador de televisión, escritor, periodista, dramaturgo y crítico musical y teatral español.

## Biografía
Fue un hombre polifacético y muy emprendedor. Hizo estudios de perito mercantil y durante la Guerra Civil, antes de dedicarse al cine, trabajó como enfermero en un equipo quirúrgico en primera línea en el frente de Lérida. Tras la contienda dirigió hasta 1941 una escuela de mecánicos de automóviles y posteriormente, junto con los doctores Ley, Sloter y López-Moreno, fundó uno de los primeros gabinetes de psicotecnia del país. Desde septiembre de 1942 y durante dieciséis años fue crítico teatral fijo de la revista semanal barcelonesa Destino, en la que además hizo crítica literaria bajo el seudónimo de "Juro" y fue uno de los grandes entendidos en jazz cuando apenas había especialistas en España; escribía sus comentarios en las revistas Cine en Siete Días y Discóbolo, y publicó el ensayo Variaciones sobre el jazz (1971).
Entró en el mundo del cine como guionista de Emisora Films de Ignacio F. Iquino, pero fue también director artístico, autor teatral (No hay botas de siete leguas y El sueño está en la noche) y novelista (Siete celdas, Las columnas de Cyborg, traducida a varios idiomas, y Se ha perdido un hombre en el infinito, adaptada al cine por Iquino). También escribió y publicó diversos relatos, algunos de ellos de ciencia ficción. En 1958, después de adquirir oficio bajo la tutela de Iquino, creó una productora propia y una escuela de actores junto con Fernando Espona y después de tres años se trasladó de Barcelona a Madrid y entró a trabajar en Televisión Española. Terminó su carrera como subdirector de la Escuela Oficial de Cinematografía, donde ejercía de profesor de Teoría y Técnica de Dirección e Interpretación. Gómez Tello lo retrató así en Primer Plano: 
Julio Coll es un poco supersticioso al elegir los títulos de sus relatos en que abundan las alusiones al color y a los números que, según él, traen suerte. Julio Coll es también un gran aficionado y constructor de juguetes. Y Julio Coll es un viajero al que le gusta seguir el rumbo de las estrellas. Que yo sepa, sólo él es capaz de ir y volver a Palma de Mallorca y estar allí veinte días con quince duros en el bolsillo. Cuando regresa de una de estas expediciones o de un viaje en velero por las costas de España, se encierra a escribir en su casa, rodeado de sus tres mil libros, su fantasía, sus dos hijos y su esposa. Porque entonces apunta en él su vena materna, de catalán sedentario
Como guionista escribió habitualmente en comandita con Manuel Tamayo —El arco de Cuchilleros, no realizado, recibió un premio del Sindicato Nacional del Espectáculo en 1953—, pero la película que le proporcionó un éxito sin precedentes y marcó su rumbo como realizador fue Apartado de correos 1001 (Julio Salvador, 1950), escrita al alimón con el entonces montador jefe de la casa Iquino Antonio Isasi-Isasmendi. El Círculo de Escritores Cinematográficos le concedió su galardón en 1958 y 1962. Muy dotado para el drama psicológico, renovó el cine policiaco español y dotó como director a sus películas de sólidos personajes.

## Cinematografía
Fue un gran director de actores y se especializó en cine negro, en el que logró obras maestras como la claustrofóbica Distrito Quinto (1957), centrada en las relaciones entre los cinco autores de un robo con un argumento anterior y similar al de Reservoir Dogs de Quentin Tarantino, con música de Xavier Montsalvatge; impregnada de una gran sensualidad, logró sortear la censura hasta límites realmente insólitos en la época. Otras obras maestras suyas fueron Un vaso de whisky, Los cuervos, Jandro, Fuego o La Araucana.

## Premios
Medallas del Círculo de Escritores Cinematográficos
| Año  | Categoría      | Película                      |
| ---- | -------------- | ----------------------------- |
| 1956 | Mejor guion    | Tarde de toros                |
| 1958 | Mejor director | Distrito Quinto               |
| 1958 | Mejor guion    | Distrito Quinto               |
| 1962 | Mejor director | Ensayo general para la muerte |

## Filmografía

### Director
- Nunca es demasiado tarde (Barcelona, 1955)
- La cárcel de cristal (Barcelona, 1956)
- Distrito Quinto (Barcelona, 1957)
- Un vaso de whisky  (Barcelona, 1958-1959)
- El traje de oro (1960)
- Los cuervos (Barcelona, 1960-1961)
- La cuarta ventana (Barcelona, 1961)
- Ensayo general para la muerte (Madrid, 1962)
- Los muertos no perdonan (Madrid, 1962-1963)
- Fuego/Pyro, The Thing Without a Face (Madrid, 1963)
- Jandro (Madrid, 1964)
- Comando de asesinos/Fin de semana con la muerte (Madrid / Lisboa / Colonia, 1965-1966)
- Las viudas - El aniversario (1966)
- Persecución hasta Valencia (Madrid / Roma, 1967-1968)
- En vísperas de la olimpiada: México 68 (Madrid, 1968-1970)
- El mejor del mundo (Madrid / México, 1968-1969)
- La Araucana (Madrid / Italia / Chile, 1971)

### Productor
- Distrito Quinto, dirección Julio Coll (Barcelona, 1957)
- Los cuervos, dirección Julio Coll (Barcelona, 1960-1961)
- La cuarta ventana, dirección Julio Coll (Barcelona, 1961)
- Los muertos no perdonan, dirección Julio Coll (Madrid, 1962-1963)

### Guionista
- El ángel gris (Barcelona, 1946-1947)
- Noche sin cielo (Barcelona, 1947)
- El tambor del Bruch (Barcelona, 1948)
- En un rincón de España (Barcelona, 1949)
- Pacto de silencio (Barcelona, 1948-1949)
- Canilandia - cortometraje (Barcelona, 1949)
- Despertó su corazón (Barcelona, 1949)
- Un soltero difícil (Barcelona, 1949-1950)
- Sobre patines - cortometraje (Barcelona, 1949)
- Vea Sevilla en diez minutos - cortometraje (Barcelona, 1950)
- Apartado de correos 1001 (Barcelona, 1950)
- Barcelona és bona... - cortometraje (Barcelona, 1951)
- Rostro al mar (Barcelona, 1950-1951)
- Duda (Barcelona, 1951)
- La forastera (Barcelona, 1951)
- Mercado prohibido (Barcelona, 1952)
- Duelo de pasiones (Madrid, 1954)
- La huida (Barcelona, 1955)
- Nunca es demasiado tarde (Barcelona, 1955)
- La cárcel de cristal (Barcelona, 1956)
- Tarde de toros (Madrid, 1955-1956)
- Pasión bajo el sol (Barcelona, 1956)
- La herida luminosa / La ferida lluminosa (Barcelona, 1956)
- Distrito Quinto (Barcelona, 1957)
- Rapsodia de sangre (Madrid / Barcelona, 1957)
- La muralla (Barcelona, 1958)
- Un vaso de whisky (Barcelona, 1958-1959)
- El traje de oro (1960)
- Siempre es domingo (Madrid, 1961)
- Los cuervos (Barcelona, 1960-1961)
- La cuarta ventana (Barcelona, 1961)
- Los muertos no perdonan (Madrid, 1962-1963)
- Pacto de silencio (Madrid, 1963)
- Jandro (Madrid, 1964)
- Nobleza baturra (Madrid, 1965)
- Comando de asesinos (Madrid / Lisboa / Colonia, 1965-1966)
- Persecución hasta Valencia (Madrid / Roma, 1967-1968)
- En vísperas de la olimpiada: México 68 (Madrid, 1968-1970)
- El mejor del mundo (Madrid / México, 1968-1969)
- La Araucana (Madrid / Italia / Chile, 1971)

### Televisión
- Cenicienta 401 - Espacio “Telenovela”, TVE (1965)
- Investigación judicial - Espacio “Telenovela”, TVE (1965)
- La familia Colón - TVE (1967)
- José Iturbi - Espacio “Biografía”, TVE (1967)
- Investigación en marcha - TVE (1970)
- Crónicas de un pueblo - TVE (1971-1974)

## Escritor

### Novelas
- Siete celdas -  Ed. Juventud, 1946 (Barcelona). Colección Tiempos y climas.
- Las Columnas de Cyborg - Ed. Plaza & Janés, 1972 (Esplugues de Llobregat). Colección Rotativa.

### Ensayo
- Variaciones sobre el jazz - Ed. Guadarrama, 1971 (Madrid). Colección Punto Omega, nº113.

### Aportaciones
- La herida del tiempo - de J.B. Priestley.

Ed. Aymá, 1944 (Barcelona). Primera edición en español de la obra, con traducción de Luis Escobar.
 Introducción de Julio Coll.
- Los mejores cuentos: antología del premio ‘Hucha de Oro’ - Volumen segundo (1970-1972).

Ed. Magisterio Español, D.L., 1973 (Madrid).
 Contiene el relato de Julio Coll “Amanecer con estroncio 90”.
- Utopía y realidad: la ciencia ficción en España - de Luis Núñez Ladevéze.

Ed. del Centro, 1976 (Madrid). Contiene un relato de Julio Coll.
- Imatges del jazz

Ed. Filmoteca de la Generalitat Valenciana, Àrea de Música, Institut Valencià d’Arts Escèniques, Cinematografia i Música, 1991 (Valencia).
Julio Coll participa con el artículo “La música como medida histórica”, p.26-35.